# Fritz Frischknecht
Fritz Frischknecht (* 11. Juli 1893 in Waldstatt; † 24. Juli 1983 in Herisau; heimatberechtigt in Herisau) war ein Schweizer Maler aus dem Kanton Appenzell Ausserrhoden.

## Leben
Fritz Frischknecht war ein Sohn des Johann Frischknecht, Kleinbauer und Störmetzger, und der Anna Maria Schefer.  Nach dem frühen Tod des Vaters im Jahr 1904 arbeitete Fritz Frischknecht als Verdingbub und ab 1909 als Knecht. Anschliessend war er Kleinbauer in Schwellbrunn und Fabrikarbeiter in Herisau. Im Jahr 1923 heiratete er Ida Tribelhorn. 1946 gab er die Landwirtschaft auf und zog nach Herisau, 1961 wurde er pensioniert. 
Ab 1958 betätigte Fritz Frischknecht sich als stilistisch eigenständiger Sennenmaler. Die Hauptmerkmale seiner Bilder sind die angeschnittenen Horizonte, die betont grafische Wirkung der Wege zwischen den Gehöften und die Detailgenauigkeit.